# Carl Correns

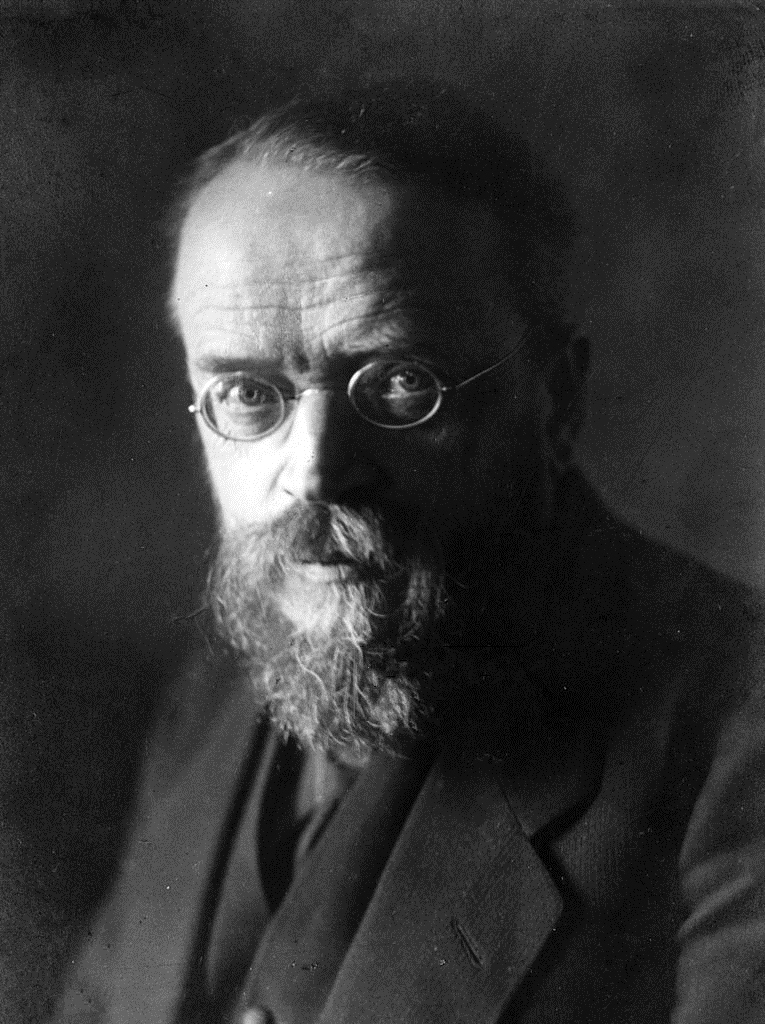
Carl Correns, vor 1911

Carl Erich Franz Joseph Correns (* 19. September 1864 in München; † 14. Februar 1933 in Berlin) war ein deutscher Botaniker und Genetiker. Er gehörte zu den Wiederentdeckern der Mendelschen Regeln der Vererbung im Jahre 1900 und beschrieb im selben Jahr erstmals die Genkopplung. Sein offizielles botanisches Autorenkürzel lautet „Correns“.

## Leben und Wirken
Carl Erich Correns entstammte einer rheinischen Juristenfamilie. Sein Vater Erich Correns war Kunstmaler, und seine Mutter Emilie, geborene Koechlin, war ebenfalls Malerin. Beide Eltern starben allerdings recht bald (1877 bzw. 1881), so dass Carl schon in seiner Schulzeit Vollwaise wurde. Von 1882 bis 1885 besuchte er die humanistische Abteilung der Kantonsschule in St. Gallen in der Schweiz.
Correns begann dann 1885 ein Studium an der Universität München. Er studierte Botanik, Chemie und Physik an den Universitäten München und Graz und wurde 1889 in Hamburg bei Carl Wilhelm von Nägeli mit einer Arbeit über das Dickenwachstum von Algen-Zellwänden zum Dr. phil. promoviert. Danach war er Assistent bei Gottlieb Haberlandt im Botanischen Institut der Universität Graz, bei Simon Schwendener an der Universität Berlin sowie bei Wilhelm Pfeffer an der Universität Leipzig.
1892 heiratete er die Botanikerin Elisabeth Widmer (1862–1952), die Tochter des Seidenfabrikanten Hans Jakob Widmer (1819–79) und Nichte seines Doktorvaters Carl Wilhelm von Nägeli. Mit ihr hatte er drei Kinder, den Mineralogen Carl Wilhelm Correns (1893–1980), den Chemiker und Politiker Erich Correns (1896–1981) und die Ärztin Anna-Eva Correns.

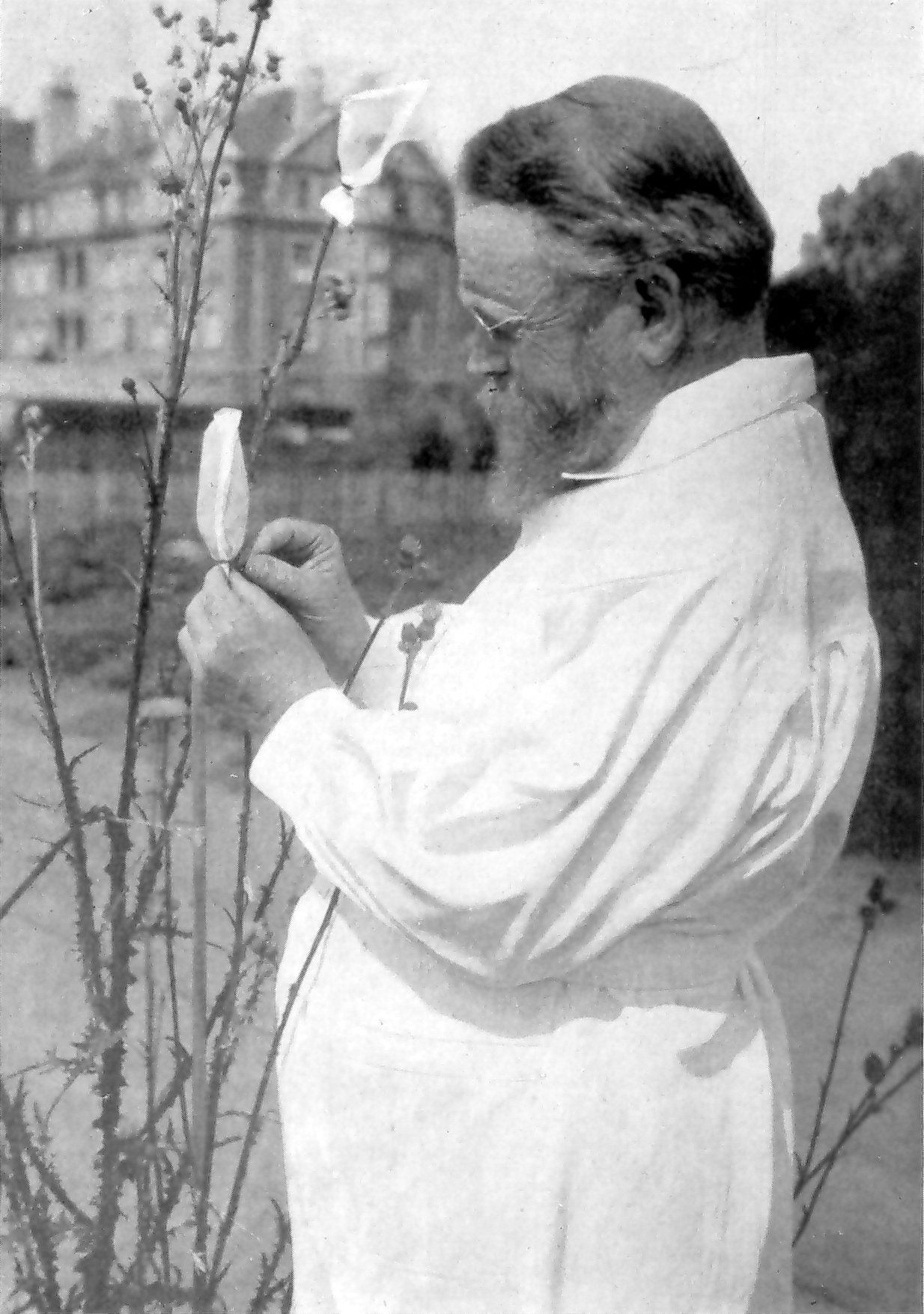
Carl Correns

1892 wurde Correns Privatdozent für Botanik an der Universität Tübingen. 1894 begann er im dortigen Botanischen Garten mit Pflanzenkreuzungen, die – parallel zu entsprechenden Arbeiten von Hugo de Vries – zur Wiederentdeckung bzw. wissenschaftlichen Anerkennung der Mendelschen Regeln führten. Den entsprechenden Artikel veröffentlichte Correns 1900. Die Bezeichnung „Mendelsche Regeln“ prägte Correns. Damit wollte er betonen, dass es sich nicht um strenge Gesetze handelt, sondern um Regeln, von denen es auch Ausnahmen gibt. Eine von Correns selbst schon 1900 beschriebene Ausnahme besteht darin, dass nicht alle Merkmale frei kombinierbar, sondern manche aneinander gekoppelt sind, d. h. gemeinsam vererbt werden (Genkopplung). Eine weitere Ausnahme, mit der sich Correns befasste, ist die zytoplasmatische oder extrachromosomale Vererbung. Bei dieser spielen die Regeln Mendels keine Rolle, weil die Mitochondrien und die Plastiden (und deren DNA) nur mit dem Zytoplasma der Eizelle vererbt werden.
Außerdem untersuchte Correns die Geschlechtsbestimmung bei Pflanzen und wies in seinen Studien ab 1907 als Erster nach, dass das Geschlecht nach den Mendelschen Regeln vererbt wird.
Die Versuchsprotokolle von Correns wurden von Hans-Jörg Rheinberger untersucht. Correns sprach von einer blitzartigen Erkenntnis in einer schlaflosen Nacht 1899. Rheinberger fand einen Exzerpt von Mendels Aufsatz im Nachlass von Correns, der aus dem Jahr 1896 war. Correns verfolgte ursprünglich ganz andere Ziele mit seinen Experimenten, als die Vererbbarkeit von Merkmalen zu untersuchen.

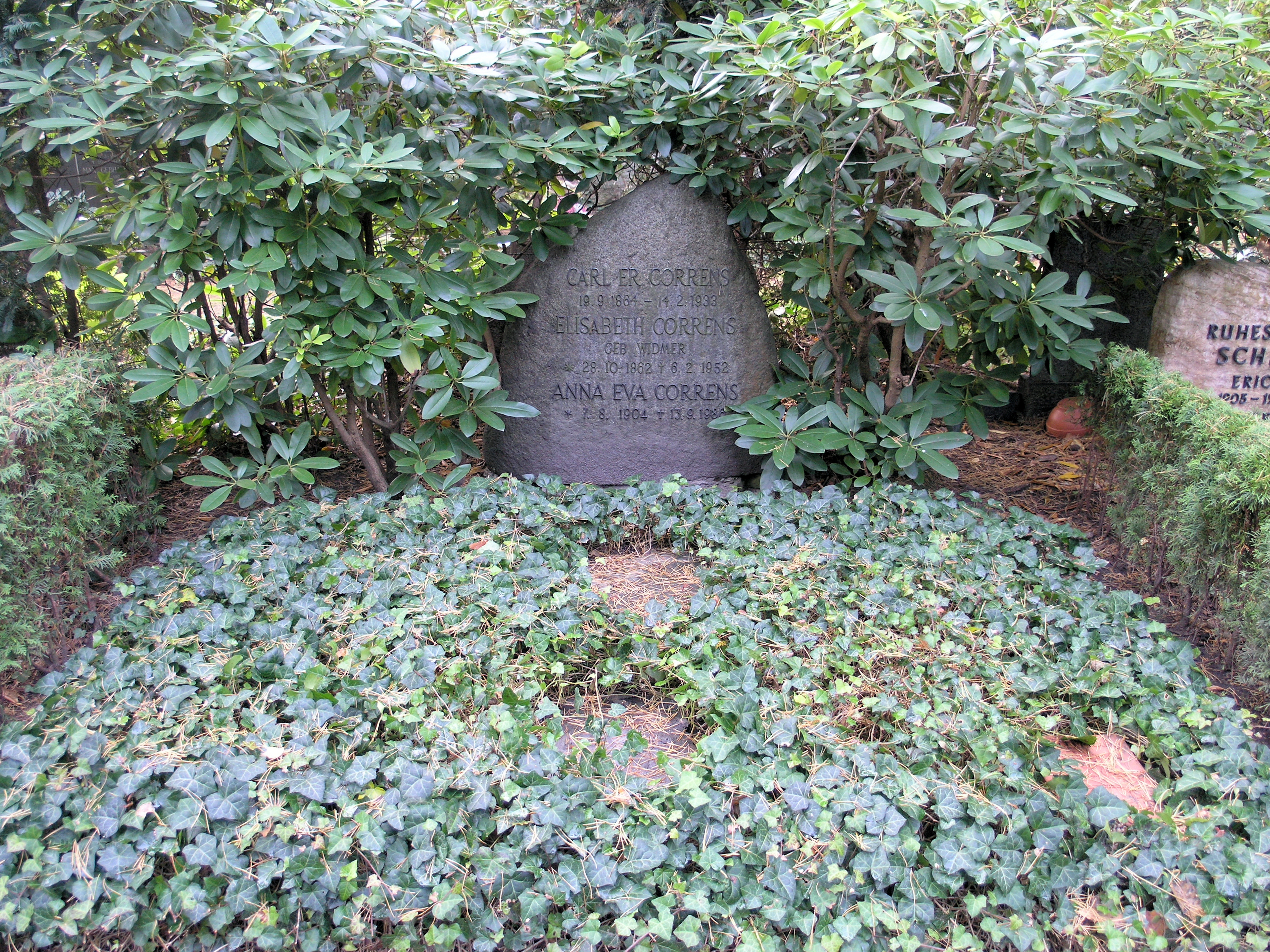
Ehrengrab im Waldfriedhof Dahlem

1902 wurde Correns als außerordentlicher Professor an die Universität Leipzig berufen, 1909 dann als Ordinarius an die Universität Münster, wo er auch den Botanischen Garten leitete. Ab 1914 war Correns erster Direktor des Kaiser-Wilhelm-Instituts für Biologie in Berlin-Dahlem. Daneben war er Honorarprofessor an der Universität Berlin. Zwischen 1922 und 1927 war Correns Mitglied des Senats der Kaiser-Wilhelm-Gesellschaft.
1925 wurde Correns zum Mitglied der Gelehrtenakademie Leopoldina gewählt, im Jahr 1932 wurde dem Geheimrat von der britischen Royal Society die Darwin-Medaille verliehen. Im gleichen Jahr erhielt er die Harnack-Medaille der Kaiser-Wilhelm-Gesellschaft. sowie den Bayerischen Maximiliansorden für Wissenschaft und Kunst. Seit 1924 war er korrespondierendes Mitglied der Bayerischen Akademie der Wissenschaften. Correns starb am 14. Februar 1933 in Berlin.
Correns wurde auf dem Waldfriedhof Dahlem in Berlin-Dahlem beigesetzt. Sein Grab gehörte von 1952 bis 2014 zu den Ehrengräbern der Stadt Berlin. Ihm zu Ehren erhielt 1938 ein dreieckiger Park in Berlin-Dahlem in naher Umgebung mehrerer Kaiser-Wilhelm-Institute den Namen Corrensplatz. In Köln, Münster, Tübingen und Gatersleben wurden Straßen nach ihm benannt.

## Schriften
- Untersuchungen über die Vermehrung der Laubmoose durch Brutorgane und Stecklinge, Gustav Fischer, Jena 1899.
- G. Mendels Regel über das Verhalten der Nachkommenschaft der Rassenbastarde. In: Berichte der Deutschen Botanischen Gesellschaft 18, Gebrüder Borntraeger, Berlin 1900, S. 158–168 (Archive)
- Über Levkojenbastarde – Zur Kenntnis der Grenzen der Mendelschen Regeln. In: Botanisches Centralblatt 84, Gebrüder Gotthelft, Cassel 1900, S. 97–113. (Archive.) → Erstmalige Beschreibung der Genkopplung.
- Experimentelle Untersuchungen über die Entstehung der Arten auf botanischem Gebiet. In: Archiv für Rassen- und Gesellschafts-Biologie 1, Archiv-Gesellschaft, Berlin 1904, S. 27–52 (Archive.)
- als Hrsg.: Gregor Mendels Briefe an Carl Nägeli 1866–1873: Ein Nachtrag zu den veröffentlichten Bastardierungsversuchen Mendels. In: Abhandlungen der Mathematisch-Physischen Klasse der Königlich-Sächsischen Gesellschaft der Wissenschaften 29, 3, 1905 bzw. 1906: 189–265. ISBN 978-3-8370-4176-7.
- Die Bestimmung und Vererbung des Geschlechtes, nach Versuchen mit höheren Pflanzen In: Verhandlungen der Gesellschaft Deutscher Naturforscher und Ärzte, 79. Versammlung zu Dresden 1907, Zweiter Teil. F. C. W. Vogel, Leipzig 1908, S. 229–231 (Archive)
- Vererbungsversuche mit blass(gelb)grünen und buntblättrigen Sippen bei Mirabilis Jalapa, Urtica pilulifera und  Lunaria annua. In: Zeitschrift für induktive Abstammungs- und Vererbungslehre Band 1, Heft 4, Gebrüder Borntraeger, Berlin 1909, S. 291–328. (Archive)
- Zur Kenntnis der Rolle von Kern und Plasma bei der Vererbung. In: Zeitschrift für induktive Abstammungs- und Vererbungslehre Band 2, Heft 4, Gebrüder Borntraeger, Berlin 1909, S. 331–340. (Archive)
- mit Alfred Fischel, Ernst Küster und Wilhelm Roux: Terminologie der Entwicklungsmechanik der Tiere und Pflanzen. Wilhelm Engelmann, Leipzig 1912 (Archive)
- Gesammelte Abhandlungen zur Vererbungswissenschaft aus periodischen Schriften 1899-1924, Julius Springer Berlin 1924